# Deborah E. Citrin

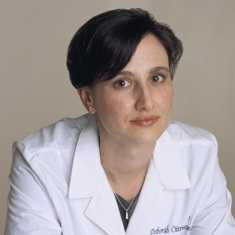
Deborah E. Citrin (2018)

Deborah E. Citrin ist eine US-amerikanische Strahlentherapeutin und Radioonkologin. Sie ist leitende Wissenschaftlerin und stellvertretende Leiterin am  Center for Cancer Research des National Cancer Institutes.

## Ausbildung
Citrin schloss ein Biologiestudium an der North Carolina State University als B.S. ab. Sie promovierte zur M.D. an der School of Medicine der Duke University. 2001 wechselte Citrin zum National Cancer Institute (NCI) und dem National Capital Consortium, wo sie ihre Facharztausbildung bis 2007 absolvierte.

## Karriere
Von 2007 an arbeitete Citrin als fest angestellte Forscherin im radioonkologischen Zweig des NCIs. Citrin ist heute Leitende Forscherin (senior investigator) und stellvertretende Direktorin am NCI Center for Cancer Research.
Ihre Forschungsschwerpunkte sind präklinische und klinische Tests zur Weiterentwicklung der strahlentherapeutischen Methoden wie die stereotaktische Strahlentherapien (SBRT) und neue Protokolle für Radiochemotherapie, um die Strahlendosis in der Tumorzelle zu maximieren und gleichzeitig das gesunde Gewebe gegen Schädigung durch die Strahlenbehandlung zu schützen. Citrin behandelt schwerpunktmäßig Patienten mit urologischen (Prostata und Harnblase) und gastrointestinalen Krebserkrankungen. Ihre Laborarbeit beschäftigt sich mit durch Strahlung ausgelösten Alterungsprozessen und programmiertem Zelltod von Stammzellen.
Sie lebt und arbeitet in Bethesda in Maryland.

## Ausgewählte Veröffentlichungen
- Successful Stereotactic Body Radiation Therapy for Postbrachytherapy Prostate Recurrence and Penile Bulb Metastasis In: Advances in radiation oncology Vol. 7, ISSUE 3, 100860, 1. Mai 2022 doi:10.1016/j.adro.2021.100860
- Therapy-Induced Senescence: Opportunities to Improve Anticancer Therapy mit Pataje G. Prasanna et al. in JNCI: Journal of the National Cancer Institute, Vol. 113, Issue 10, S. 1285–1298, Oktober 2021
- Translating Targeted Radiosensitizers into the Clinic mit A. Camphausen in Molecular Targeted Radiosensitizers – Opportunities and Challenges, Hrsg.: Henning Willers, Iris Eke, Pages 17–33, Springer, 2020 ISBN 978-3-030-49701-9. doi:10.1007/978-3-030-49701-9